# Grubbs (Arkansas)
Grubbs é uma cidade localizada no estado americano de Arkansas, no Condado de Jackson.

## Demografia
Segundo o censo americano de 2000, a sua população era de 438 habitantes.
Em 2006, foi estimada uma população de 407, um decréscimo de 31 (-7.1%).

## Geografia
De acordo com o United States Census Bureau, a localidade tem uma área de 1,4 km², sem área coberta por água. Grubbs localiza-se a aproximadamente 70 m acima do nível do mar.

## Localidades na vizinhança
O diagrama seguinte representa as localidades num raio de 24 km ao redor de Grubbs.

## Ligações externa
- Estatísticas, mapas e outras informações sobre Grubbs em city-data.com